# Richard Abbenhuis
Frater Richard Abbenhuis (kerkelijke naam: frater Fulgentius) (Rheden, 8 juli 1897 – Tilburg, 17 juli 1982) was een Nederlandse missionaris, onderwijzer, (amateur)historicus, surinamist en jeugdboekenschrijver, die een groot deel van zijn leven werkzaam was in Suriname.

## Leven
Abbenhuis behoorde tot de Fraters van Tilburg en kwam in 1923 als onderwijzer zonder hoofdakte naar Suriname. Hij gaf les, wijdde zich aan de bestudering van de Surinaamse geschiedenis, publiceerde tal van artikelen, bemoeide zich intensief met de Surinaamse politiek en vakbeweging, en stond aan de wieg van en bekleedde bestuursfuncties in de Surinaamse Historische kring, de Surinaamsche Ethnologische kring, de Stichting Surinaams Museum, het Prins Bernhardfonds afdeling Suriname en de Katholieke Verkennersbeweging van Suriname.

## Werken
In 1920 stelde Abbenhuis een eerste boek samen: Misgebeden en gezangen ten dienste der schoolkinderen van Suriname. Onder de naam Toriman kwam hij in 1927 met zijn eerste jeugdboek: Aan de grenzen van Cayenne, een reisverslag in missionarissenstijl. In hetzelfde jaar volgde Een Sterke Man (over Petrus Donders). Hij verzamelde verhalen en informatie over winti, resulterend in het schoolboekje Jan Zonder Vrees in Suriname (1931) dat hij publiceerde onder de naam W. van Ass. Zijn Verhalen en schetsen uit de Surinaamse geschiedenis (vier delen: 1943-1946) geven een historische schets van Suriname in de 17de en 18de eeuw. Abbenhuis plaatst de geschiedenis in een breed cultureel-antropologisch kader, citeert ruim uit literaire teksten en uit reisverhalen. Hij weidt uit over goudsmeedkunst en andere ambachten en brengt zijn relaas met verve. Zo zijn de vier delen een mengvorm geworden van geschiedschrijving, historisch leesboek, folkloristische beschouwing en historische vertelling.
Verschillende geschiedenisboekjes verschenen van zijn hand: Arowakken in Suriname (1939), Historisch overzicht (1941), Geografisch overzicht (1941), Het Apostolisch Vicariaat (1942), De Eerbiedwaardige Dienaar Gods Petrus Donders (1944), De Pausen als Vredesvorst (1944), Strijdvragen rond de Eerbiedwaardige Petrus Donders; een antwoord op Protestantse bezwaren (1945).
Abbenhuis schreef voorts van 1934 tot 1939 artikelen over de katholieke missie in Suriname in het Koloniaal Missie-tijdschrift. Deze artikelen werden in 1983 gebundeld als Een paapjen omtrent het fort; Het Apostolisch Vicariaat van Suriname; Een historische schets, verzorgd, ingeleid en van noten voorzien door W. Dierick, een werk dat postuum verscheen. Over de oorlogsheld Harry Voss, schreef hij Harry Voss, een Surinaamse held (1950).
Artikelen en boekbesprekingen van de hand van Abbenhuis verschenen verder in de West-Indische Gids (vanaf 1935), in het dagblad De Surinamer en in de weekbladen De Katholiek en Omhoog (bisdomblad). Hij schreef onder meer over De Requesten van pater Stöppel en prefect Wennekers in 1817 en 1819 (1952), betreffende onderwijs en huwelijk voor de slavenbevolking. Abbenhuis werkte ook mee aan de Encyclopedie van Suriname (1977).

## Over Richard Abbenhuis
- Een 'voorlopige bibliografie' geeft W. Dierick in het genoemde werk van Abbenhuis, Een paapjen omtrent het fort. Paramaribo: Vaco, 1983, pp. 309–311.
- Michiel van Kempen, Een geschiedenis van de Surinaamse literatuur. Breda: De Geus, 2003, deel I, p. 502.